# Кшевент
Кшевент (пол. Krzewent) — село в Польщі, у гміні Коваль Влоцлавського повіту Куявсько-Поморського воєводства.
Населення — 214 осіб (2011).
У 1975-1998 роках село належало до Влоцлавського воєводства.

## Демографія
Демографічна структура станом на 31 березня 2011 року:
|          | Загалом | Допрацездатний вік | Працездатний вік | Постпрацездатний вік |
| -------- | ------- | ------------------ | ---------------- | -------------------- |
| Чоловіки | 114     | 30                 | 74               | 10                   |
| Жінки    | 100     | 22                 | 51               | 27                   |
| Разом    | 214     | 52                 | 125              | 37                   |